# Cape Hartree
Cape Hartree är en udde i Antarktis. Den ligger på Laurie Island i Sydorkneyöarna. Argentina och Storbritannien gör anspråk på området.
Terrängen inåt land är lite kuperad. Trakten är obefolkad.